# Oscar voor beste mannelijke hoofdrol
De Oscar voor beste mannelijke hoofdrol (ook bekend als de Academy Award voor beste mannelijke hoofdrol, eerder de Oscar/Academy Award voor beste acteur genoemd) is een jaarlijkse prijs van de Academy of Motion Picture Arts and Sciences. Het is een van de belangrijkste Oscars, voor de beste acteur in een hoofdrol van het voorgaande jaar. Welke acteurs daarvoor in aanmerking komen wordt bepaald door mensen die werkzaam zijn in de filmindustrie. Uiteindelijk worden er maximaal vijf bekendgemaakt die zijn genomineerd voor de prijs. Tijdens de jaarlijkse uitreiking wordt bekendgemaakt welke van deze vijf acteurs de prijs wint.

## Winnaars en genomineerden
De winnaars staan bovenaan in vette letters op een gele achtergrond. De overige acteurs en films die werden genomineerd staan eronder vermeld in alfabetische volgorde.

### 1927-1929
| Jaar                | Acteur                                   | Film |
| ------------------- | ---------------------------------------- | ---- |
| 1927-28 (1ste)      |                                          |      |
| Emil Jannings       | The Last Command en The Way of All Flesh |      |
| Richard Barthelmess | The Noose en The Patent Leather Kid      |      |
| 1928-29 (2de)       |                                          |      |
| Warner Baxter       | In Old Arizona                           |      |
| George Bancroft     | Thunderbolt                              |      |
| Chester Morris      | Alibi                                    |      |
| Paul Muni           | The Valiant                              |      |
| Lewis Stone         | The Patriot                              |      |

### 1930-1939
| Jaar              | Acteur                            | Film |
| ----------------- | --------------------------------- | ---- |
| 1929-30 (3de)     |                                   |      |
| George Arliss     | Disraeli                          |      |
| George Arliss     | The Green Goddess                 |      |
| Wallace Beery     | The Big House                     |      |
| Maurice Chevalier | The Big Pond en The Love Parade   |      |
| Ronald Colman     | Bulldog Drummond en Condemned     |      |
| Lawrence Tibbett  | The Rogue Song                    |      |
| 1930-31 (4de)     |                                   |      |
| Lionel Barrymore  | A Free Soul                       |      |
| Jackie Cooper     | Skippy                            |      |
| Richard Dix       | Cimarron                          |      |
| Fredric March     | The Royal Family of Broadway      |      |
| Adolphe Menjou    | The Front Page                    |      |
| 1931-32 (5de)     |                                   |      |
| Fredric March     | Dr. Jekyll and Mr. Hyde           |      |
| Wallace Beery     | The Champ                         |      |
| Alfred Lunt       | The Guardsman                     |      |
| 1932-33 (6de)     |                                   |      |
| Charles Laughton  | The Private Life of Henry VIII    |      |
| Leslie Howard     | Berkeley Square                   |      |
| Paul Muni         | I Am a Fugitive from a Chain Gang |      |
| 1934 (7de)        |                                   |      |
| Clark Gable       | It Happened One Night             |      |
| Frank Morgan      | The Affairs of Cellini            |      |
| William Powell    | The Thin Man                      |      |
| 1935 (8ste)       |                                   |      |
| Victor McLaglen   | The Informer                      |      |
| Clark Gable       | Mutiny on the Bounty              |      |
| Charles Laughton  | Mutiny on the Bounty              |      |
| Paul Muni         | Black Fury                        |      |
| Franchot Tone     | Mutiny on the Bounty              |      |
| 1936 (9de)        |                                   |      |
| Paul Muni         | The Story of Louis Pasteur        |      |
| Gary Cooper       | Mr. Deeds Goes to Town            |      |
| Walter Huston     | Dodsworth                         |      |
| William Powell    | My Man Godfrey                    |      |
| Spencer Tracy     | San Francisco                     |      |
| 1937 (10de)       |                                   |      |
| Spencer Tracy     | Captains Courageous               |      |
| Charles Boyer     | Conquest                          |      |
| Fredric March     | A Star Is Born                    |      |
| Robert Montgomery | Night Must Fall                   |      |
| Paul Muni         | The Life of Emile Zola            |      |
| 1938 (11de)       |                                   |      |
| Spencer Tracy     | Boys Town                         |      |
| Charles Boyer     | Algiers                           |      |
| James Cagney      | Angels with Dirty Faces           |      |
| Robert Donat      | The Citadel                       |      |
| Leslie Howard     | Pygmalion                         |      |
| 1939 (12de)       |                                   |      |
| Robert Donat      | Goodbye, Mr. Chips                |      |
| Clark Gable       | Gone with the Wind                |      |
| Laurence Olivier  | Wuthering Heights                 |      |
| Mickey Rooney     | Babes in Arms                     |      |
| James Stewart     | Mr. Smith Goes to Washington      |      |

### 1940-1949
| Jaar               | Acteur                       | Film |
| ------------------ | ---------------------------- | ---- |
| 1940 (13de)        |                              |      |
| James Stewart      | The Philadelphia Story       |      |
| Charlie Chaplin    | The Great Dictator           |      |
| Henry Fonda        | The Grapes of Wrath          |      |
| Raymond Massey     | Abe Lincoln in Illinois      |      |
| Laurence Olivier   | Rebecca                      |      |
| 1941 (14de)        |                              |      |
| Gary Cooper        | Sergeant York                |      |
| Cary Grant         | Penny Serenade               |      |
| Walter Huston      | The Devil and Daniel Webster |      |
| Robert Montgomery  | Here Comes Mr. Jordan        |      |
| Orson Welles       | Citizen Kane                 |      |
| 1942 (15de)        |                              |      |
| James Cagney       | Yankee Doodle Dandy          |      |
| Ronald Colman      | Random Harvest               |      |
| Gary Cooper        | The Pride of the Yankees     |      |
| Walter Pidgeon     | Mrs. Miniver                 |      |
| Monty Woolley      | The Pied Piper               |      |
| 1943 (16de)        |                              |      |
| Paul Lukas         | Watch on the Rhine           |      |
| Humphrey Bogart    | Casablanca                   |      |
| Gary Cooper        | For Whom the Bell Tolls      |      |
| Walter Pidgeon     | Madame Curie                 |      |
| Mickey Rooney      | The Human Comedy             |      |
| 1944 (17de)        |                              |      |
| Bing Crosby        | Going My Way                 |      |
| Charles Boyer      | Gaslight                     |      |
| Barry Fitzgerald   | Going My Way                 |      |
| Cary Grant         | None But the Lonely Heart    |      |
| Alexander Knox     | Wilson                       |      |
| 1945 (18de)        |                              |      |
| Ray Milland        | The Lost Weekend             |      |
| Bing Crosby        | The Bells of St. Mary's      |      |
| Gene Kelly         | Anchors Aweigh               |      |
| Gregory Peck       | The Keys of the Kingdom      |      |
| Cornel Wilde       | A Song to Remember           |      |
| 1946 (19de)        |                              |      |
| Fredric March      | The Best Years of Our Lives  |      |
| Laurence Olivier   | Henry V                      |      |
| Larry Parks        | The Jolson Story             |      |
| Gregory Peck       | The Yearling                 |      |
| James Stewart      | It's a Wonderful Life        |      |
| 1947 (20ste)       |                              |      |
| Ronald Colman      | A Double Life                |      |
| John Garfield      | Body and Soul                |      |
| Gregory Peck       | Gentleman's Agreement        |      |
| Michael Redgrave   | Mourning Becomes Electra     |      |
| William Powell     | Life with Father             |      |
| 1948 (21ste)       |                              |      |
| Laurence Olivier   | Hamlet                       |      |
| Lew Ayres          | Johnny Belinda               |      |
| Montgomery Clift   | The Search                   |      |
| Dan Dailey         | When My Baby Smiles at Me    |      |
| Clifton Webb       | Sitting Pretty               |      |
| 1949 (22ste)       |                              |      |
| Broderick Crawford | All the King's Men           |      |
| Kirk Douglas       | Champion                     |      |
| Gregory Peck       | Twelve O'Clock High          |      |
| Richard Todd       | The Hasty Heart              |      |
| John Wayne         | Sands of Iwo Jima            |      |

### 1950-1959
| Jaar              | Acteur                            | Film |
| ----------------- | --------------------------------- | ---- |
| 1950 (23ste)      |                                   |      |
| José Ferrer       | Cyrano de Bergerac                |      |
| Louis Calhern     | The Magnificent Yankee            |      |
| William Holden    | Sunset Blvd.                      |      |
| James Stewart     | Harvey                            |      |
| Spencer Tracy     | Father of the Bride               |      |
| 1951 (24ste)      |                                   |      |
| Humphrey Bogart   | The African Queen                 |      |
| Marlon Brando     | A Streetcar Named Desire          |      |
| Montgomery Clift  | A Place in the Sun                |      |
| Arthur Kennedy    | Bright Victory                    |      |
| Fredric March     | Death of a Salesman               |      |
| 1952 (25ste)      |                                   |      |
| Gary Cooper       | High Noon                         |      |
| Marlon Brando     | Viva Zapata!                      |      |
| Kirk Douglas      | The Bad and the Beautiful         |      |
| José Ferrer       | Moulin Rouge                      |      |
| Alec Guinness     | The Lavender Hill Mob             |      |
| 1953 (26ste)      |                                   |      |
| William Holden    | Stalag 17                         |      |
| Marlon Brando     | Julius Caesar                     |      |
| Richard Burton    | The Robe                          |      |
| Montgomery Clift  | From Here to Eternity             |      |
| Burt Lancaster    | From Here to Eternity             |      |
| 1954 (27ste)      |                                   |      |
| Marlon Brando     | On the Waterfront                 |      |
| Humphrey Bogart   | The Caine Mutiny                  |      |
| Bing Crosby       | The Country Girl                  |      |
| James Mason       | A Star Is Born                    |      |
| Dan O'Herlihy     | The Adventures of Robinson Crusoe |      |
| 1955 (28ste)      |                                   |      |
| Ernest Borgnine   | Marty                             |      |
| James Cagney      | Love Me or Leave Me               |      |
| James Dean        | East of Eden                      |      |
| Frank Sinatra     | The Man with the Golden Arm       |      |
| Spencer Tracy     | Bad Day at Black Rock             |      |
| 1956 (29ste)      |                                   |      |
| Yul Brynner       | The King and I                    |      |
| James Dean        | Giant                             |      |
| Kirk Douglas      | Lust for Life                     |      |
| Rock Hudson       | Giant                             |      |
| Laurence Olivier  | Richard III                       |      |
| 1957 (30ste)      |                                   |      |
| Alec Guinness     | The Bridge on the River Kwai      |      |
| Marlon Brando     | Sayonara                          |      |
| Anthony Franciosa | A Hatful of Rain                  |      |
| Charles Laughton  | Witness for the Prosecution       |      |
| Anthony Quinn     | Wild Is the Wind                  |      |
| 1958 (31ste)      |                                   |      |
| David Niven       | Separate Tables                   |      |
| Tony Curtis       | The Defiant Ones                  |      |
| Paul Newman       | Cat on a Hot Tin Roof             |      |
| Sidney Poitier    | The Defiant Ones                  |      |
| Spencer Tracy     | The Old Man and the Sea           |      |
| 1959 (32ste)      |                                   |      |
| Charlton Heston   | Ben-Hur                           |      |
| Laurence Harvey   | Room at the Top                   |      |
| Jack Lemmon       | Some Like It Hot                  |      |
| Paul Muni         | The Last Angry Man                |      |
| James Stewart     | Anatomy of a Murder               |      |

### 1960-1969
| Jaar                 | Acteur                                                               | Film |
| -------------------- | -------------------------------------------------------------------- | ---- |
| 1960 (33ste)         |                                                                      |      |
| Burt Lancaster       | Elmer Gantry                                                         |      |
| Trevor Howard        | Sons and Lovers                                                      |      |
| Jack Lemmon          | The Apartment                                                        |      |
| Laurence Olivier     | The Entertainer                                                      |      |
| Spencer Tracy        | Inherit the Wind                                                     |      |
| 1961 (34ste)         |                                                                      |      |
| Maximilian Schell    | Judgment at Nuremberg                                                |      |
| Charles Boyer        | Fanny                                                                |      |
| Paul Newman          | The Hustler                                                          |      |
| Spencer Tracy        | Judgment at Nuremberg                                                |      |
| Stuart Whitman       | The Mark                                                             |      |
| 1962 (35ste)         |                                                                      |      |
| Gregory Peck         | To Kill a Mockingbird                                                |      |
| Burt Lancaster       | Birdman of Alcatraz                                                  |      |
| Jack Lemmon          | Days of Wine and Roses                                               |      |
| Marcello Mastroianni | Divorzio all'italiana                                                |      |
| Peter O'Toole        | Lawrence of Arabia                                                   |      |
| 1963 (36ste)         |                                                                      |      |
| Sidney Poitier       | Lilies of the Field                                                  |      |
| Albert Finney        | Tom Jones                                                            |      |
| Richard Harris       | This Sporting Life                                                   |      |
| Rex Harrison         | Cleopatra                                                            |      |
| Paul Newman          | Hud                                                                  |      |
| 1964 (37ste)         |                                                                      |      |
| Rex Harrison         | My Fair Lady                                                         |      |
| Richard Burton       | Becket                                                               |      |
| Peter O'Toole        | Becket                                                               |      |
| Anthony Quinn        | Zorba the Greek                                                      |      |
| Peter Sellers        | Dr. Strangelove or: How I Learned to Stop Worrying and Love the Bomb |      |
| 1965 (38ste)         |                                                                      |      |
| Lee Marvin           | Cat Ballou                                                           |      |
| Richard Burton       | The Spy Who Came in from the Cold                                    |      |
| Laurence Olivier     | Othello                                                              |      |
| Rod Steiger          | The Pawnbroker                                                       |      |
| Oskar Werner         | Ship of Fools                                                        |      |
| 1966 (39ste)         |                                                                      |      |
| Paul Scofield        | A Man for All Seasons                                                |      |
| Alan Arkin           | The Russians Are Coming, the Russians Are Coming                     |      |
| Richard Burton       | Who's Afraid of Virginia Woolf?                                      |      |
| Michael Caine        | Alfie                                                                |      |
| Steve McQueen        | The Sand Pebbles                                                     |      |
| 1967 (40ste)         |                                                                      |      |
| Rod Steiger          | In the Heat of the Night                                             |      |
| Warren Beatty        | Bonnie and Clyde                                                     |      |
| Dustin Hoffman       | The Graduate                                                         |      |
| Paul Newman          | Cool Hand Luke                                                       |      |
| Spencer Tracy        | Guess Who's Coming to Dinner                                         |      |
| 1968 (41ste)         |                                                                      |      |
| Cliff Robertson      | Charly                                                               |      |
| Alan Arkin           | The Heart Is a Lonely Hunter                                         |      |
| Alan Bates           | The Fixer                                                            |      |
| Ron Moody            | Oliver!                                                              |      |
| Peter O'Toole        | The Lion in Winter                                                   |      |
| 1969 (42ste)         |                                                                      |      |
| John Wayne           | True Grit                                                            |      |
| Richard Burton       | Anne of the Thousand Days                                            |      |
| Dustin Hoffman       | Midnight Cowboy                                                      |      |
| Peter O'Toole        | Goodbye, Mr. Chips                                                   |      |
| Jon Voight           | Midnight Cowboy                                                      |      |

### 1970-1979
| Jaar                 | Acteur                          | Film |
| -------------------- | ------------------------------- | ---- |
| 1970 (43ste)         |                                 |      |
| George C. Scott      | Patton                          |      |
| Melvyn Douglas       | I Never Sang for My Father      |      |
| James Earl Jones     | The Great White Hope            |      |
| Jack Nicholson       | Five Easy Pieces                |      |
| Ryan O'Neal          | Love Story                      |      |
| 1971 (44ste)         |                                 |      |
| Gene Hackman         | The French Connection           |      |
| Peter Finch          | Sunday Bloody Sunday            |      |
| Walter Matthau       | Kotch                           |      |
| George C. Scott      | The Hospital                    |      |
| Topol                | Fiddler on the Roof             |      |
| 1972 (45ste)         |                                 |      |
| Marlon Brando        | The Godfather                   |      |
| Michael Caine        | Sleuth                          |      |
| Laurence Olivier     | Sleuth                          |      |
| Peter O'Toole        | The Ruling Class                |      |
| Paul Winfield        | Sounder                         |      |
| 1973 (46ste)         |                                 |      |
| Jack Lemmon          | Save the Tiger                  |      |
| Marlon Brando        | Last Tango in Paris             |      |
| Jack Nicholson       | The Last Detail                 |      |
| Al Pacino            | Serpico                         |      |
| Robert Redford       | The Sting                       |      |
| 1974 (47ste)         |                                 |      |
| Art Carney           | Harry and Tonto                 |      |
| Albert Finney        | Murder on the Orient Express    |      |
| Dustin Hoffman       | Lenny                           |      |
| Jack Nicholson       | Chinatown                       |      |
| Al Pacino            | The Godfather Part II           |      |
| 1975 (48ste)         |                                 |      |
| Jack Nicholson       | One Flew Over the Cuckoo's Nest |      |
| Walter Matthau       | The Sunshine Boys               |      |
| Al Pacino            | Dog Day Afternoon               |      |
| Maximilian Schell    | The Man in the Glass Booth      |      |
| James Whitmore       | Give 'em Hell, Harry!           |      |
| 1976 (49ste)         |                                 |      |
| Peter Finch          | Network                         |      |
| Robert De Niro       | Taxi Driver                     |      |
| Giancarlo Giannini   | Seven Beauties                  |      |
| William Holden       | Network                         |      |
| Sylvester Stallone   | Rocky                           |      |
| 1977 (50ste)         |                                 |      |
| Richard Dreyfuss     | The Goodbye Girl                |      |
| Woody Allen          | Annie Hall                      |      |
| Richard Burton       | Equus                           |      |
| Marcello Mastroianni | A Special Day                   |      |
| John Travolta        | Saturday Night Fever            |      |
| 1978 (51ste)         |                                 |      |
| Jon Voight           | Coming Home                     |      |
| Warren Beatty        | Heaven Can Wait                 |      |
| Gary Busey           | The Buddy Holly Story           |      |
| Robert De Niro       | The Deer Hunter                 |      |
| Laurence Olivier     | The Boys from Brazil            |      |
| 1979 (52ste)         |                                 |      |
| Dustin Hoffman       | Kramer vs. Kramer               |      |
| Jack Lemmon          | The China Syndrome              |      |
| Roy Scheider         | All That Jazz                   |      |
| Peter Sellers        | Being There                     |      |
| Al Pacino            | ...And Justice for All          |      |

### 1980-1989
| Jaar                 | Acteur                     | Film |
| -------------------- | -------------------------- | ---- |
| 1980 (53ste)         |                            |      |
| Robert De Niro       | Raging Bull                |      |
| Robert Duvall        | The Great Santini          |      |
| John Hurt            | The Elephant Man           |      |
| Jack Lemmon          | Tribute                    |      |
| Peter O'Toole        | The Stunt Man              |      |
| 1981 (54ste)         |                            |      |
| Henry Fonda          | On Golden Pond             |      |
| Warren Beatty        | Reds                       |      |
| Burt Lancaster       | Atlantic City              |      |
| Dudley Moore         | Arthur                     |      |
| Paul Newman          | Absence of Malice          |      |
| 1982 (55ste)         |                            |      |
| Ben Kingsley         | Gandhi                     |      |
| Dustin Hoffman       | Tootsie                    |      |
| Jack Lemmon          | Missing                    |      |
| Paul Newman          | The Verdict                |      |
| Peter O'Toole        | My Favorite Year           |      |
| 1983 (56ste)         |                            |      |
| Robert Duvall        | Tender Mercies             |      |
| Michael Caine        | Educating Rita             |      |
| Tom Conti            | Reuben, Reuben             |      |
| Tom Courtenay        | The Dresser                |      |
| Albert Finney        | The Dresser                |      |
| 1984 (57ste)         |                            |      |
| F. Murray Abraham    | Amadeus                    |      |
| Jeff Bridges         | Starman                    |      |
| Albert Finney        | Under the Volcano          |      |
| Tom Hulce            | Amadeus                    |      |
| Sam Waterston        | The Killing Fields         |      |
| 1985 (58ste)         |                            |      |
| William Hurt         | Kiss of the Spider Woman   |      |
| Harrison Ford        | Witness                    |      |
| James Garner         | Murphy's Romance           |      |
| Jack Nicholson       | Prizzi's Honor             |      |
| Jon Voight           | Runaway Train              |      |
| 1986 (59ste)         |                            |      |
| Paul Newman          | The Color of Money         |      |
| Dexter Gordon        | 'Round Midnight            |      |
| Bob Hoskins          | Mona Lisa                  |      |
| William Hurt         | Children of a Lesser God   |      |
| James Woods          | Salvador                   |      |
| 1987 (60ste)         |                            |      |
| Michael Douglas      | Wall Street                |      |
| William Hurt         | Broadcast News             |      |
| Marcello Mastroianni | Dark Eyes                  |      |
| Jack Nicholson       | Ironweed                   |      |
| Robin Williams       | Good Morning, Vietnam      |      |
| 1988 (61ste)         |                            |      |
| Dustin Hoffman       | Rain Man                   |      |
| Gene Hackman         | Mississippi Burning        |      |
| Tom Hanks            | Big                        |      |
| Edward James Olmos   | Stand and Deliver          |      |
| Max von Sydow        | Pelle the Conqueror        |      |
| 1989 (62ste)         |                            |      |
| Daniel Day-Lewis     | My Left Foot               |      |
| Kenneth Branagh      | Henry V                    |      |
| Tom Cruise           | Born on the Fourth of July |      |
| Morgan Freeman       | Driving Miss Daisy         |      |
| Robin Williams       | Dead Poets Society         |      |

### 1990-1999
| Jaar               | Acteur                        | Film |
| ------------------ | ----------------------------- | ---- |
| 1990 (63ste)       |                               |      |
| Jeremy Irons       | Reversal of Fortune           |      |
| Kevin Costner      | Dances with Wolves            |      |
| Robert De Niro     | Awakenings                    |      |
| Gérard Depardieu   | Cyrano de Bergerac            |      |
| Richard Harris     | The Field                     |      |
| 1991 (64ste)       |                               |      |
| Anthony Hopkins    | The Silence of the Lambs      |      |
| Warren Beatty      | Bugsy                         |      |
| Robert De Niro     | Cape Fear                     |      |
| Nick Nolte         | The Prince of Tides           |      |
| Robin Williams     | The Fisher King               |      |
| 1992 (65ste)       |                               |      |
| Al Pacino          | Scent of a Woman              |      |
| Robert Downey jr.  | Chaplin                       |      |
| Clint Eastwood     | Unforgiven                    |      |
| Stephen Rea        | The Crying Game               |      |
| Denzel Washington  | Malcolm X                     |      |
| 1993 (66ste)       |                               |      |
| Tom Hanks          | Philadelphia                  |      |
| Daniel Day-Lewis   | In the Name of the Father     |      |
| Laurence Fishburne | What's Love Got to Do with It |      |
| Anthony Hopkins    | The Remains of the Day        |      |
| Liam Neeson        | Schindler's List              |      |
| 1994 (67ste)       |                               |      |
| Tom Hanks          | Forrest Gump                  |      |
| Morgan Freeman     | The Shawshank Redemption      |      |
| Nigel Hawthorne    | The Madness of King George    |      |
| Paul Newman        | Nobody's Fool                 |      |
| John Travolta      | Pulp Fiction                  |      |
| 1995 (68ste)       |                               |      |
| Nicolas Cage       | Leaving Las Vegas             |      |
| Richard Dreyfuss   | Mr. Holland's Opus            |      |
| Anthony Hopkins    | Nixon                         |      |
| Sean Penn          | Dead Man Walking              |      |
| Massimo Troisi     | The Postman (Il Postino)      |      |
| 1996 (69ste)       |                               |      |
| Geoffrey Rush      | Shine                         |      |
| Tom Cruise         | Jerry Maguire                 |      |
| Ralph Fiennes      | The English Patient           |      |
| Woody Harrelson    | The People vs. Larry Flynt    |      |
| Billy Bob Thornton | Sling Blade                   |      |
| 1997 (70ste)       |                               |      |
| Jack Nicholson     | As Good as It Gets            |      |
| Matt Damon         | Good Will Hunting             |      |
| Robert Duvall      | The Apostle                   |      |
| Peter Fonda        | Ulee's Gold                   |      |
| Dustin Hoffman     | Wag the Dog                   |      |
| 1998 (71ste)       |                               |      |
| Roberto Benigni    | Life Is Beautiful             |      |
| Tom Hanks          | Saving Private Ryan           |      |
| Ian McKellen       | Gods and Monsters             |      |
| Nick Nolte         | Affliction                    |      |
| Edward Norton      | American History X            |      |
| 1999 (72ste)       |                               |      |
| Kevin Spacey       | American Beauty               |      |
| Russell Crowe      | The Insider                   |      |
| Richard Farnsworth | The Straight Story            |      |
| Sean Penn          | Sweet and Lowdown             |      |
| Denzel Washington  | The Hurricane                 |      |

### 2000-2009
| Jaar                   | Acteur                                                 | Film |
| ---------------------- | ------------------------------------------------------ | ---- |
| 2000 (73ste)           |                                                        |      |
| Russell Crowe          | Gladiator                                              |      |
| Javier Bardem          | Before Night Falls                                     |      |
| Tom Hanks              | Cast Away                                              |      |
| Ed Harris              | Pollock                                                |      |
| Geoffrey Rush          | Quills                                                 |      |
| 2001 (74ste)           |                                                        |      |
| Denzel Washington      | Training Day                                           |      |
| Russell Crowe          | A Beautiful Mind                                       |      |
| Sean Penn              | I Am Sam                                               |      |
| Will Smith             | Ali                                                    |      |
| Tom Wilkinson          | In the Bedroom                                         |      |
| 2002 (75ste)           |                                                        |      |
| Adrien Brody           | The Pianist                                            |      |
| Nicolas Cage           | Adaptation.                                            |      |
| Michael Caine          | The Quiet American                                     |      |
| Daniel Day-Lewis       | Gangs of New York                                      |      |
| Jack Nicholson         | About Schmidt                                          |      |
| 2003 (76ste)           |                                                        |      |
| Sean Penn              | Mystic River                                           |      |
| Johnny Depp            | Pirates of the Caribbean: The Curse of the Black Pearl |      |
| Ben Kingsley           | House of Sand and Fog                                  |      |
| Jude Law               | Cold Mountain                                          |      |
| Bill Murray            | Lost in Translation                                    |      |
| 2004 (77ste)           |                                                        |      |
| Jamie Foxx             | Ray                                                    |      |
| Don Cheadle            | Hotel Rwanda                                           |      |
| Johnny Depp            | Finding Neverland                                      |      |
| Leonardo DiCaprio      | The Aviator                                            |      |
| Clint Eastwood         | Million Dollar Baby                                    |      |
| 2005 (78ste)           |                                                        |      |
| Philip Seymour Hoffman | Capote                                                 |      |
| Terrence Howard        | Hustle & Flow                                          |      |
| Heath Ledger           | Brokeback Mountain                                     |      |
| Joaquin Phoenix        | Walk the Line                                          |      |
| David Strathairn       | Good Night, and Good Luck                              |      |
| 2006 (79ste)           |                                                        |      |
| Forest Whitaker        | The Last King of Scotland                              |      |
| Leonardo DiCaprio      | Blood Diamond                                          |      |
| Ryan Gosling           | Half Nelson                                            |      |
| Peter O'Toole          | Venus                                                  |      |
| Will Smith             | The Pursuit of Happyness                               |      |
| 2007 (80ste)           |                                                        |      |
| Daniel Day-Lewis       | There Will Be Blood                                    |      |
| George Clooney         | Michael Clayton                                        |      |
| Johnny Depp            | Sweeney Todd: The Demon Barber of Fleet Street         |      |
| Tommy Lee Jones        | In the Valley of Elah                                  |      |
| Viggo Mortensen        | Eastern Promises                                       |      |
| 2008 (81ste)           |                                                        |      |
| Sean Penn              | Milk                                                   |      |
| Richard Jenkins        | The Visitor                                            |      |
| Frank Langella         | Frost/Nixon                                            |      |
| Brad Pitt              | The Curious Case of Benjamin Button                    |      |
| Mickey Rourke          | The Wrestler                                           |      |
| 2009 (82ste)           |                                                        |      |
| Jeff Bridges           | Crazy Heart                                            |      |
| George Clooney         | Up in the Air                                          |      |
| Colin Firth            | A Single Man                                           |      |
| Morgan Freeman         | Invictus                                               |      |
| Jeremy Renner          | The Hurt Locker                                        |      |

### 2010-2019
| Jaar                 | Acteur                        | Film |
| -------------------- | ----------------------------- | ---- |
| 2010 (83ste)         |                               |      |
| Colin Firth          | The King's Speech             |      |
| Javier Bardem        | Biutiful                      |      |
| Jeff Bridges         | True Grit                     |      |
| Jesse Eisenberg      | The Social Network            |      |
| James Franco         | 127 Hours                     |      |
| 2011 (84ste)         |                               |      |
| Jean Dujardin        | The Artist                    |      |
| Demián Bichir        | A Better Life                 |      |
| George Clooney       | The Descendants               |      |
| Gary Oldman          | Tinker Tailor Soldier Spy     |      |
| Brad Pitt            | Moneyball                     |      |
| 2012 (85ste)         |                               |      |
| Daniel Day-Lewis     | Lincoln                       |      |
| Bradley Cooper       | Silver Linings Playbook       |      |
| Hugh Jackman         | Les Misérables                |      |
| Joaquin Phoenix      | The Master                    |      |
| Denzel Washington    | Flight                        |      |
| 2013 (86ste)         |                               |      |
| Matthew McConaughey  | Dallas Buyers Club            |      |
| Christian Bale       | American Hustle               |      |
| Bruce Dern           | Nebraska                      |      |
| Leonardo DiCaprio    | The Wolf of Wall Street       |      |
| Chiwetel Ejiofor     | 12 Years a Slave              |      |
| 2014 (87ste)         |                               |      |
| Eddie Redmayne       | The Theory of Everything      |      |
| Steve Carell         | Foxcatcher                    |      |
| Bradley Cooper       | American Sniper               |      |
| Benedict Cumberbatch | The Imitation Game            |      |
| Michael Keaton       | Birdman                       |      |
| 2015 (88ste)         |                               |      |
| Leonardo DiCaprio    | The Revenant                  |      |
| Bryan Cranston       | Trumbo                        |      |
| Matt Damon           | The Martian                   |      |
| Michael Fassbender   | Steve Jobs                    |      |
| Eddie Redmayne       | The Danish Girl               |      |
| 2016 (89ste)         |                               |      |
| Casey Affleck        | Manchester by the Sea         |      |
| Andrew Garfield      | Hacksaw Ridge                 |      |
| Ryan Gosling         | La La Land                    |      |
| Viggo Mortensen      | Captain Fantastic             |      |
| Denzel Washington    | Fences                        |      |
| 2017 (90ste)         |                               |      |
| Gary Oldman          | Darkest Hour                  |      |
| Timothée Chalamet    | Call Me by Your Name          |      |
| Daniel Day-Lewis     | Phantom Thread                |      |
| Daniel Kaluuya       | Get Out                       |      |
| Denzel Washington    | Roman J. Israel, Esq.         |      |
| 2018 (91ste)         |                               |      |
| Rami Malek           | Bohemian Rhapsody             |      |
| Christian Bale       | Vice                          |      |
| Bradley Cooper       | A Star Is Born                |      |
| Willem Dafoe         | At Eternity's Gate            |      |
| Viggo Mortensen      | Green Book                    |      |
| 2019 (92ste)         |                               |      |
| Joaquin Phoenix      | Joker                         |      |
| Antonio Banderas     | Pain and Glory                |      |
| Leonardo DiCaprio    | Once Upon a Time in Hollywood |      |
| Adam Driver          | Marriage Story                |      |
| Jonathan Pryce       | The Two Popes                 |      |

### 2020-2029
| Jaar                 | Acteur                    | Film |
| -------------------- | ------------------------- | ---- |
| 2020 (93ste)         |                           |      |
| Anthony Hopkins      | The Father                |      |
| Riz Ahmed            | Sound of Metal            |      |
| Chadwick Boseman     | Ma Rainey's Black Bottom  |      |
| Gary Oldman          | Mank                      |      |
| Steven Yeun          | Minari                    |      |
| 2021 (94ste)         |                           |      |
| Will Smith           | King Richard              |      |
| Javier Bardem        | Being the Ricardos        |      |
| Benedict Cumberbatch | The Power of the Dog      |      |
| Andrew Garfield      | Tick, Tick... Boom!       |      |
| Denzel Washington    | The Tragedy of Macbeth    |      |
| 2022 (95ste)         |                           |      |
| Brendan Fraser       | The Whale                 |      |
| Austin Butler        | Elvis                     |      |
| Colin Farrell        | The Banshees of Inisherin |      |
| Paul Mescal          | Aftersun                  |      |
| Bill Nighy           | Living                    |      |
| 2023 (96ste)         |                           |      |
| Cillian Murphy       | Oppenheimer               |      |
| Bradley Cooper       | Maestro                   |      |
| Colman Domingo       | Rustin                    |      |
| Paul Giamatti        | The Holdovers             |      |
| Jeffrey Wright       | American Fiction          |      |
| 2024 (97ste)         |                           |      |
| Adrien Brody         | The Brutalist             |      |
| Timothée Chalamet    | A Complete Unknown        |      |
| Colman Domingo       | Sing Sing                 |      |
| Ralph Fiennes        | Conclave                  |      |
| Sebastian Stan       | The Apprentice            |      |

## Recordhouders
In de geschiedenis van de Academy Awards won alleen Daniel Day-Lewis drie keer de trofee voor beste acteur. Spencer Tracy was de eerste acteur die de trofee meer dan één keer won.
Drie trofeeën voor beste acteur:
- Daniel Day-Lewis (1989, 2007, 2012)

De onderstaande acteurs wonnen de prijs twee keer (alfabetisch):
- Adrien Brody (2002, 2024)
- Marlon Brando (1954, 1972)
- Gary Cooper (1941, 1952)
- Tom Hanks (1993, 1994)
- Dustin Hoffman (1979, 1988)
- Anthony Hopkins (1991, 2020)
- Fredric March (1932, 1946)
- Jack Nicholson (1975, 1997)
- Sean Penn (2003, 2008)
- Spencer Tracy (1937, 1938)